# Robert Joseph Baker
 (novembre 2024).
Si vous disposez d'ouvrages ou d'articles de référence ou si vous connaissez des sites web de qualité traitant du thème abordé ici, merci de compléter l'article en donnant les références utiles à sa vérifiabilité et en les liant à la section « Notes et références ».
Robert Joseph Baker (né le 4 juin 1944 à Willard, Ohio) est un prélat américain de l'Église catholique romaine. Il a été évêque du diocèse de Birmingham en Alabama de 2007 à 2019 et évêque du diocèse de Charleston en Caroline du Sud de 1999 à 2007.
Baker est devenu membre de l'Ancien Ordre des Hiberniens (en) (AOH) en 2008 et est devenu aumônier de l'État de l'AOH en Alabama. Il a écrit plusieurs livres.

## Biographie

### Débuts
Robert est entré au Collège pontifical Josephinum à Columbus, Ohio, en 1966. Il a obtenu un baccalauréat en philosophie.

### Prêtrise
Le 21 mars 1970, Baker a été ordonné prêtre à l'église Saint Wendelin de Fostoria, Ohio, par Paul Francis Tanner (en) pour le diocèse de Saint Augustine. Après son ordination, le diocèse a nommé Baker comme pasteur adjoint de la paroisse Saint-Paul à Jacksonville Beach, Floride. En 1972, Baker se rend à Rome pour étudier à l'université pontificale grégorienne et obtient une licence de théologie sacrée en théologie dogmatique en 1975.
En 1976, après son retour en Floride, Baker a été nommé directeur de la paroisse étudiante catholique de l'université de Floride à Gainesville et nommé curé de la cathédrale-basilique de la paroisse Saint-Augustin à Saint-Augustin. Pendant ce temps, il a fondé le ministère St. Francis à Gainesville pour aider les personnes sans abri sorties des hôpitaux psychiatriques publics.
En 1977, Baker a obtenu un doctorat en théologie. Il a été nommé en 1981 comme instructeur de théologie sacramentelle au séminaire Saint-Vincent de Paul à Boynton Beach, en Floride. En 1984, Baker a été nommé curé de la paroisse cathédrale-basilique de Saint-Augustin et en 1997, il a été transféré à la paroisse Christ-Roi à Jacksonville.